# Alloro Olimpico
L'Alloro Olimpico è un premio che il Comitato Olimpico Internazionale assegna durante la cerimonia di apertura dei Giochi olimpici a una personalità che ha saputo dare un importante contribuito alla pace e alla cooperazione tra i popoli.
Il primo Alloro Olimpico è stato assegnato a Kip Keino il 5 agosto 2016 durante la cerimonia di apertura dei Giochi della XXXI Olimpiade svoltasi presso lo stadio Maracanã di Rio de Janeiro.

## Insigniti
- 2016[1]:  Kipchoge Keino
- 2018[2]:  Jacques Rogge
- 2020/1[3]:  Muhammad Yunus
- 2024:  Filippo Grandi